# تيرينس ميتكالف
تيرينس ميتكالف (بالإنجليزية: Terrence Metcalf)‏ هو لاعب كرة قدم أمريكية أمريكي، ولد في 28 يناير 1978 في كلاركسديل في الولايات المتحدة.

## وصلات خارجية
- تيرينس ميتكالف على موقع مرجع كرة القدم المحترفة.كوم (الإنجليزية)